# Chiesa greco-ortodossa di San Nicola
La chiesa greco-ortodossa di San Nicola è un edificio religioso facente parte del World Trade Center di Manhattan, a New York. Distrutta negli attentati dell'11 settembre 2001, i lavori per la sua ricostruzione sono iniziati 10 anni più tardi.

## 1922–2001
L'edificio che venne ad ospitare la chiesa fu costruito intorno al 1832. In origine era un'abitazione privata, successivamente trasformata in osteria.
Nel 1916, gli immigrati greco-americani fondarono la congregazione della Chiesa greco-ortodossa di San Nicola. Prima di trasferirsi a Cedar Street, i suoi parrocchiani adoravano nella sala da pranzo di un hotel in Morris Street gestito da Stamatis Kalamarides. Oltre alla comunità di immigrati, la chiesa fu visitata anche da magnati navali greci di passaggio a New York.
Nel 1919, cinque famiglie raccolsero 25 000 $ per acquistare la taverna, la convertirono in una chiesa e iniziarono a tenere servizi di culto nel 1922. L'edificio della chiesa era largo solo 6,7 m per 17 m di lunghezza ed era alto 11 m.
Nonostante le sue ridotte dimensioni e la posizione insolita — tutti gli edifici adiacenti erano stati demoliti, lasciando la chiesa circondata su tre lati da un parcheggio — prima degli attacchi la chiesa aveva una congregazione dedicata di circa 70 famiglie guidate da Padre John Romas. Il mercoledì, l'edificio era aperto al pubblico e riceveva visite non soltanto da ortodossi.

### Distruzione
L'edificio è stato sepolto dalle macerie della torre sud del World Trade Center dopo il suo crollo. Nessuno era all'interno quando la chiesa fu distrutta, il sagrestano della chiesa e un elettricista sono infatti riusciti a fuggire solo pochi minuti prima.
Un rapporto in un giornale greco-ortodosso riporta che prima la torre sud crollasse, una parte del carrello d'atterraggio di un Boeing 767 era presente sul tetto della chiesa. Inoltre, varie membra umane sono state avvistate sopra e intorno alla chiesa: presumibilmente i resti di chi si gettò o cadde dalle Torri Gemelle, o dei passeggeri dei voli American Airlines 11 e United Airlines 175.
Sfortunatamente è stato recuperato molto poco del contenuto della chiesa. Tra i beni più preziosi erano presenti alcune reliquie di San Nicola, di Santa Caterina e di San Sava, donate alla chiesa da Nicola II di Russia, tuttavia non sono mai state ritrovate dopo l'attacco. Per l'arcivescovo Demetrios, il fatto che le reliquie si siano mischiate nella polvere con i resti delle vittime degli attentati santifica ulteriormente il sito.
Sono stati rinvenute unicamente delle icone danneggiate di Dionisio di Zante ed una manciata di oggetti religiosi vari.

## 2011–
La Chiesa greco-ortodossa di San Nicola (ufficialmente chiesa greco-ortodossa di San Nicola e il Santuario Nazionale) è una chiesa in costruzione come parte del nuovo World Trade Center di Manhattan, New York. La chiesa è stata sviluppata dall'autorità Portuale di New York e New Jersey ed progettata dall'architetto spagnolo Santiago Calatrava.

### Descrizione
Prevista per essere completato nel 2017, la costruzione della chiesa è stata successivamente bloccata. La chiesa è stata infine consacrata nel 2022.

Vista dall'alto della chiesa ancora in costruzione

La chiesa si trova nel Liberty Park, vicino al Memoriale e Museo dell'11 settembre. La sua cupola è ispirata alla Chiesa di San Salvatore in Chora.
Essa sostituisce l'omonima chiesa che si trovava al 155 Cedar Street, che è stata distrutta il 11 settembre 2001 quando la Torre Sud del originale World Trade Center è crollata dopo essere stata colpita dall'aereo della United Airlines 175. Fu l'unico edificio non facente parte del complesso del World Trade Center ad essere completamente distrutto a seguito degli attacchi, sebbene l'edificio Deutsche Bank Building fu successivamente demolito a causa dei gravi danni riportati.